# Brachycentrus japonica
Brachycentrus japonica är en nattsländeart som först beskrevs av Iwata 1927.  Brachycentrus japonica ingår i släktet Brachycentrus och familjen bäcknattsländor. Inga underarter finns listade i Catalogue of Life.